# Mimetus keyserlingi
Mimetus keyserlingi là một loài nhện trong họ Mimetidae.
Loài này thuộc chi Mimetus. Mimetus keyserlingi được Cândido Firmino de Mello-Leitão miêu tả năm 1929.